# Kayvon Thibodeaux
Kayvon Thibodeaux (  /ˈtɪbədoʊ/ TIB -ə-doh ; nacido el 15 de diciembre de 2000) es un outside linebacker de fútbol americano de los New York Giants de la National Football League (NFL). Nativo de Los Ángeles, fue nombrado Jugador Defensivo del Año de Fútbol Americano de Escuelas Secundarias por USA Today en 2018.
Thibodeaux jugó al fútbol americano universitario en Oregon Ducks de la Universidad de Oregón, donde fue nombrado Novato Defensivo del Año Pac-12 en 2019, ganó el Trofeo Morris en 2020 y fue elegido All-American por unanimidad en 2021. Fue seleccionado por los New York Giants en la quinta selección global en el Draft de la NFL de 2022 .

## Carrera en el instituto
Thibodeaux nació en Sur de Los Ángeles, California, el 15 de diciembre de 2000. Asistió al Instituto Susan Miller Dorsey donde jugó al fútbol americano durante dos años antes de irse a Oaks Christian School en 2017. USA Today lo nombró Jugador Defensivo de Fútbol Americano del Año en Escuela Secundaria después de registrar 18 sacks y 54 placajes durante su temporada senior en 2018.
Thibodeaux registró 152 placajes totales, 54 sacks y 8 fumbles forzados durante su carrera en la escuela secundaria, y fue el segundo jugador general mejor calificado en la clase de reclutamiento de 2019. Aceptó una beca para jugar fútbol americano universitario para los Oregon Ducks en la Universidad de Oregón sobre varias otras ofertas, incluidas la de USC y Stanford.

## Carrera universitaria
Thibodeaux fue nombrado estudiante de primer año defensivo del año Pac-12 en 2019. Como estudiante de segundo año, ganó el Trofeo Morris en defensa y fue nombrado al primer equipo All-Pac-12 al mismo tiempo que ganó los honores de MVP del 2020 Pac-12 Football Championship Game . Thibodeaux sufrió un esguince de tobillo en el primer partido de su temporada junior, lo que le dejó fuera en los siguientes dos partidos. Logró siete sacks en 2021 y fue votado por unanimidad para el equipo All-America de fútbol americano universitario de 2021 . Finalizada la temporada, Thibodeaux anunció que renunciaría a su último año y se declaró para el Draft de la NFL 2022 .

### Estadísticas universitarias
| Temporada | Partidos jugados | Placajes | Placajes | Placajes | Placajes | Placajes | Intercepciones | Intercepciones | Intercepciones | Intercepciones | Intercepciones | Fumbles | Fumbles | Fumbles | Fumbles |
| Temporada | Partidos jugados | Solo     | Ast      | Cmb      | TfL      | Sck      | Int            | Yardas         | Promedio       | TD             | PD             | FR      | Yardas  | TD      | FF      |
| --------- | ---------------- | -------- | -------- | -------- | -------- | -------- | -------------- | -------------- | -------------- | -------------- | -------------- | ------- | ------- | ------- | ------- |
| 2019      | 13               | 24       | 11       | 35       | 14       | 9.0      | 0              | 0              | 0.0            | 0              | 3              | 0       | 0       | 0       | 1       |
| 2020      | 7                | 25       | 17       | 42       | 9        | 3.0      | 0              | 0              | 0.0            | 0              | 3              | 0       | 0       | 0       | 0       |
| 2021      | 10               | 35       | 14       | 49       | 12       | 7.0      | 0              | 0              | 0.0            | 0              | 1              | 0       | 0       | 0       | 2       |
| Carrera   | 30               | 84       | 42       | 126      | 35.5     | 19.0     | 0              | 0              | 0.0            | 0              | 7              | 0       | 0       | 0       | 3       |

## Carrera profesional

### 2022
Thibodeaux fue elegido en la qunta selección global por los New York Giants en el Draft de la NFL 2022. Thibodeax sufrió un esguince en el ligamento colateral medial en la semana 2 de la pretemporada contra los Cincinnati Bengals.
Thibodeaux hizo su debut en la NFL contra los Dallas Cowboys en la semana 3, donde consiguió un placaje en la derrota por 23-16. En la semana 6, contra los Baltimore Ravens, Thibodeaux logró el primer sack de su carrera y forzó un fumble al quarterback Lamar Jackson que les otorgó la victoria por 24-20. El 18 de diciembre de 2022, contra los Washington Commanders, Thibodeaux forzó un fumble que recuperó para conseguir el primer touchdown de su carrera. Su actuación le valió ser nombrado Jugador Defensivo de la Semana de la NFC en la Semana 15.
En la semana 17, Thibodeaux derribó al quarterback de los Indianapolis Colts, Nick Foles. A pesar de que Foles se retorcía en el suelo por una lesión en las costillas, se pudo ver a Thibodeaux celebrando el sack simulando hacer ángeles en la nieve. Mientras Foles estaba siendo sacado del campo, se pudo ver a Thibodeaux imitando a Foles "yendo a dormir". A pesar de no haber sido penalizdo ni multado, los fans, analistas y jugadores de los Colts criticaron ampliamente la celebración de Thibodeaux como una falta de respeto y actitud antideportiva
Fue titular y apareció en 14 partidos como novato. Terminó con cuatro sacks, 49 placajes, 5 pases defendidos y 2 fumbles forzados. Fue incluido en el equipo All-Rookie de la PFWA de 2022.

## Estadísticas de carrera de la NFL

### Temporada regular
| Año     | Equipo     | Partidos jugados | Placajes | Placajes | Placajes | Placajes | Fumbles | Fumbles | Fumbles | Intercepciones | Intercepciones | Intercepciones | Intercepciones | Intercepciones | Intercepciones |
| Año     | Equipo     | Partidos jugados | Cmb      | Solo     | Ast      | Sck      | FF      | FR      | yardas  | Int            | Yardas         | Promedio       | Lng            | TD             | PD             |
| ------- | ---------- | ---------------- | -------- | -------- | -------- | -------- | ------- | ------- | ------- | -------------- | -------------- | -------------- | -------------- | -------------- | -------------- |
| 2022    | Nueva York | 14               | 49       | 33       | 16       | 4.0      | 2       | 2       | 1       | 0              | 0              | 0.0            | 0              | 0              | 5              |
| Carrera | Carrera    | 14               | 49       | 33       | 16       | 4.0      | 2       | 2       | 1       | 0              | 0              | 0.0            | 0              | 0              | 5              |

## Vida personal
En julio de 2021, Thibodeaux anunció una colaboración con el director ejecutivo de Nike , Phil Knight, y el diseñador de calzado Tinker Hatfield para diseñar obras de arte digital (NFT). Lanzó su propia criptomoneda, "$JREAM", en septiembre de 2021. Lleva el nombre de la Fundación Jream, que también fundó Thibodeaux. Thibodeaux se graduó de la Universidad de Oregón con una licenciatura en periodismo-publicidad.
Thibodeaux es un ávido jugador de ajedrez y dice que usó los principios del ajedrez para perfeccionar sus habilidades como jugador de fútbol. Comenzó a jugar al ajedrez a una edad temprana, viendo a sus tíos jugar al juego de mesa. Jugar ajedrez en línea se convirtió en una pasión para él. Fue seleccionado como jugador para el torneo BlitzChamp de Chess.com, un torneo de ajedrez rápido para jugadores de la NFL. Thibodeaux también es propietario minoritario del equipo de cricket New York Warriors USA Masters T10.